# Ultranacionalisme
L'ultranacionalisme és un nacionalisme extremista, que promou l'interès d'un estat o poble per sobre dels altres pobles o nacions de la Terra, o simplement una devoció extrema cap a la pròpia nació. L'ultranacionalisme combinat amb la noció d'un renaixement nacional, va ser un fonament clau en la formació del feixisme.
En les seves formes més extremes i desenvolupades, l'ultranacionalisme s'assembla al feixisme, perquè està marcat per la xenofòbia contra les altres nacions, el suport cap a règims polítics autoritaris basats en el totalitarisme, i un èmfasi mític, basat en el lideratge d'un líder carismàtic, d'un partit polític, o d'un moviment religiós, i un amor extrem envers la pròpia nació.
En alguns casos, l'ultranacionalisme pot ser fins i tot racista, i es legitima a si mateix mitjançant narratives profundament mitificades de períodes culturals o polítics passats de grandesa històrica, o d'antics greuges contra enemics reals o imaginaris, també pot recórrer a estranyes formes d'antropologia física, a la genètica, o fins i tot a l'eugenèsia, per racionalitzar les seves pròpies idees de superioritat racial i de destí nacional.